# Série de pièces commémoratives américaines de l'exposition universelle de 1915
La série de pièces commémoratives américaines de l'exposition universelle de 1915 est une série commémorative, non circulante, de 5 pièces qui est produites en lien avec l'Exposition internationale de Panama–Pacific de 1915 à San Francisco. Frappées à la Monnaie de cette ville, la série comprend des pièces de 50 dollars, rondes et octogonales. À l'exception des pièces d'investissement modernes en métaux précieux, ces deux pièces en or ont la valeur le plus élevée jamais émises et ce sont les plus grandes pièces jamais frappées par la Monnaie des États-Unis. La pièce de 50 dollars octogonale est la seule pièce américaine à avoir été émise qui n'est pas ronde.
En janvier 1915, le Congrès adopte une législation pour une pièce d'un demi-dollar en argent, ainsi qu'un dollar en or, un quarter eagle (pièce de 2,50 dollars) et deux pièces de 50 dollars : une ronde et une octogonale. La Monnaie a déjà consulté des artistes. Le secrétaire au Trésor, William G. McAdoo, rejette initialement toutes leurs conceptions. Deux d'entre eux, Robert Ingersoll Aitken pour les pièces de 50 dollars et Charles Keck pour le dollar en or, persévèrent, et leurs soumissions sont utilisées. Le demi-dollar et le quarter eagle sont conçus par le graveur en chef Charles E. Barber, probablement avec la participation de son assistant de longue date, George T. Morgan.
Les pièces sont vendues à l'Exposition par le numismate Farran Zerbe. Elles ne se vendent pas bien, et beaucoup d'éléments de chaque dénomination sont renvoyés pour être fondus. Seulement quelques centaines de chacune des pièces de 50 dollars sont distribuées, ce qui en fait les pièces commémoratives à la production la plus faible. Elles sont cotées jusqu'à 200 000 dollars, selon leur état.

## Contexte

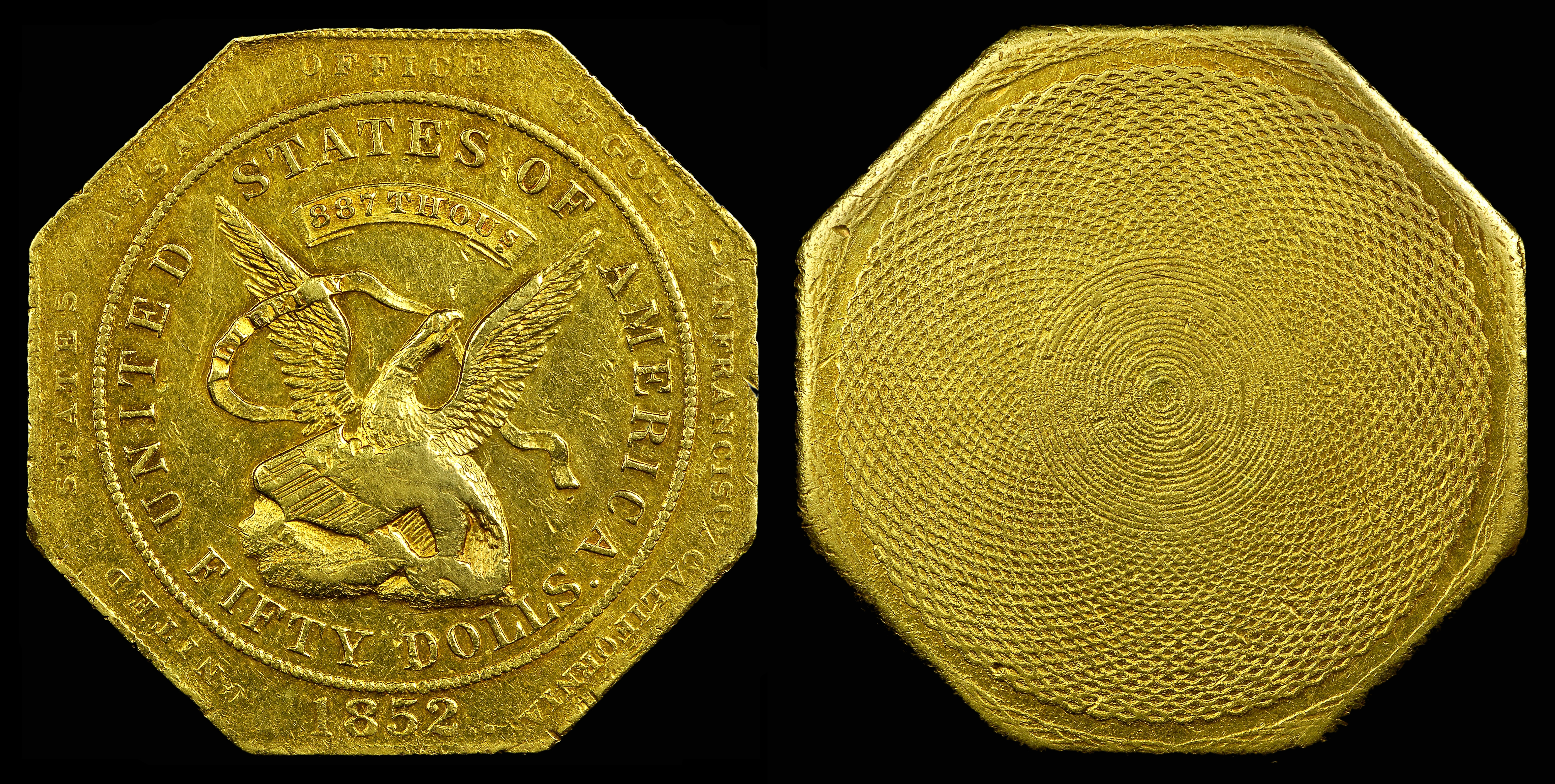
Slug de 50 $ produit par Augustus Humbert pour le bureau d'analyse de San Francisco.

Des pièces d'or privées, parfois appelées « or des pionniers », sont frappées à plusieurs reprises au cours du XIXe siècle à partir de lingots produits localement dans des zones où les pièces fédérales sont rares. Ces pièces non officielles proviennent de sites allant de la Géorgie à l'Oregon. Beaucoup, avec des dénominations allant de 25 cents à 50 dollars, sont des reliques de la ruée vers l'or en Californie et de ses suites. La dénomination de cinquante dollars est frappée par des monnayeurs privés tels que Kellogg and Co. Les pièces privées de 50 dollars sont rondes, mais celles frappées par Augustus Humbert pour le Bureau d'analyse des États-Unis à San Francisco, avant la création de la Monnaie de San Francisco en 1854, sont octogonales. Les pièces de Humbert ne sont pas de l'argent au sens légal, car le Congrès ne les autorise pas comme monnaie légale, et elles sont officiellement considérées comme des lingots. Néanmoins, elles contiennent leur valeur complète en or. Portant la dénomination de FIFTY DOLLARS, elles sont appelées « slugs » ou quintuples eagles par le public. Elles circulent largement en Californie et ailleurs dans l'Extrême-Ouest, et sont acceptées au pair avec les pièces d'or fédérales.
Toutes ces pièces de 50 dollars, publiques ou privées, sont aujourd'hui très rares et précieuses : l'une des pièces octogonales de Humbert, datée de 1851 et avec un bord lettré, se vend aux enchères en 2010 pour 546 250 dollars. La seule pièce de 50 dollars produite par la Monnaie des États-Unis avant 1915 est le half-union (en) de 1877, produit expérimentalement à la Monnaie de Philadelphie, il n'est, néanmoins, pas approuvé comme une pièce de circulation.
En 1904, le commerçant de San Francisco Rueben Hale propose une exposition dans sa ville natale pour 1915, à la fois pour commémorer l'ouverture du canal de Panama et pour marquer le 400e anniversaire de Vasco Núñez de Balboa devenant le premier Européen connu à voir l'océan Pacifique depuis les Amériques : en termes alors actuels, il découvre le Pacifique. Bien que le tremblement de terre et l'incendie de San Francisco en 1906 provoquent un revers momentané à ces plans, cela stimule en fait la collecte de fonds supplémentaire. Beaucoup des plus riches en Californie apportent un soutien financier, l'État égale les dons privés dollar pour dollar, et en 1911, le président William Howard Taft choisit San Francisco plutôt que son concurrent, La Nouvelle-Orléans, pour accueillir la foire.

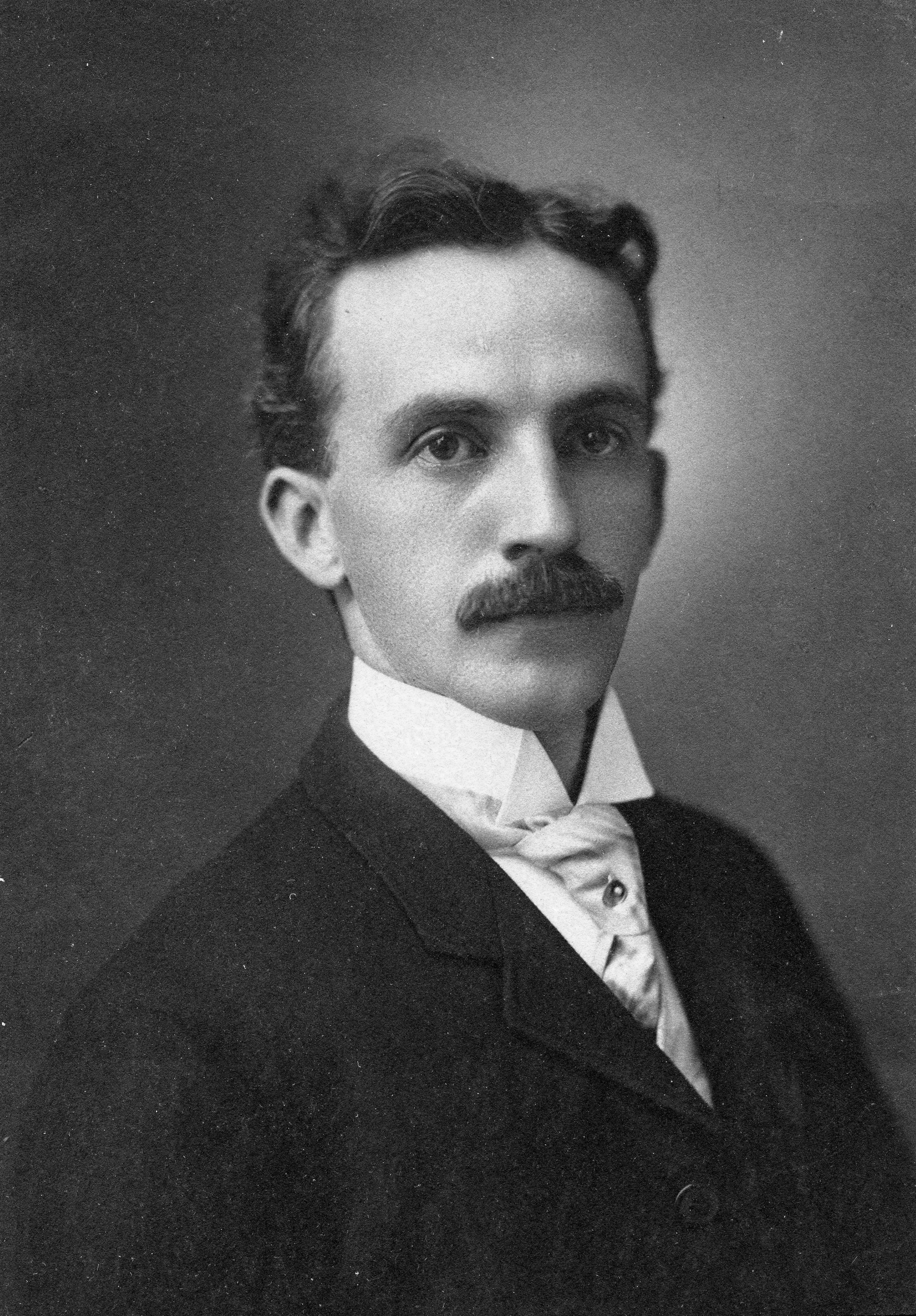
Le numismate Farran Zerbe.

L'Exposition internationale de Panama–Pacific, construite à San Francisco près du Golden Gate pour un coût de 50 millions de dollars, est ouverte du 20 février au 4 décembre 1915. Environ 19 millions de personnes y assistent, et l'exposition est un grand succès, générant suffisamment de bénéfices pour construire le San Francisco Civic Auditorium avec environ 1 million de dollars restant. Le Palais des Beaux-Arts est le seul bâtiment de l'exposition qui subsiste sur le site.
Les pièces commémoratives ne sont alors pas vendues directement au public par la Monnaie, comme elles le sont par la suite. Au lieu de cela, la législation autorisant une pièce commémorative désigne un groupe ou une organisation pour acheter les pièces à la Monnaie à leur valeur nominale et les vendre au public comme une collecte de fonds. Parmi ceux qui plaident en faveur de la législation sur les pièces commémoratives dans le passé, et qui sont impliqués dans la vente des pièces résultantes, figure Farran Zerbe, un collectionneur et promoteur numismatique qui a occupé le poste de président de l'American Numismatic Association. Zerbe est une figure controversée — certains estiment que les pièces auxquelles il participe sont vendues à des prix gonflés — mais il contribue à promouvoir le passe-temps avec son exposition, Money of the World, qui devient plus tard une partie du Chase Manhattan Money Museum,.

## Législation

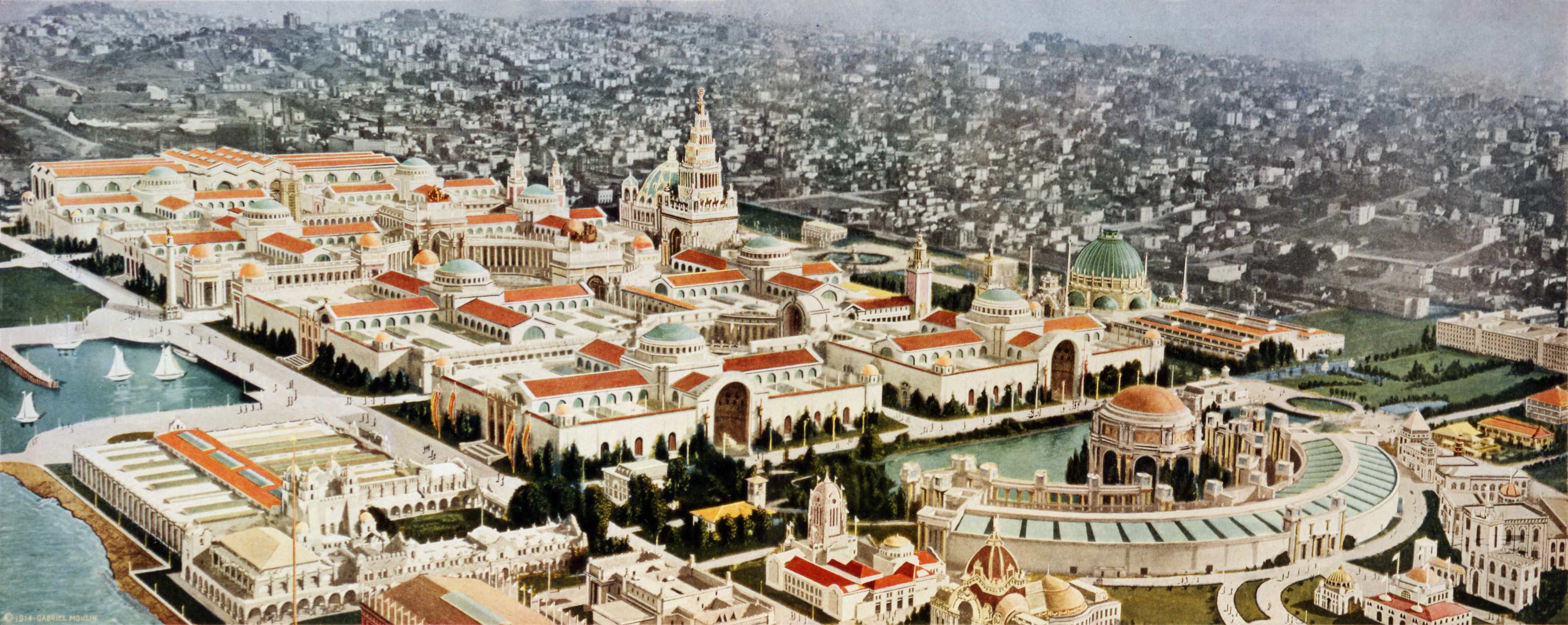
Vue aérienne de l'exposition universelle de 1915.

Plusieurs propositions de pièces commémoratives sont introduites à la mi-1914, mais aucune n'est émise par la Monnaie depuis 1905. L'une d'elles, parrainée par le sénateur de New York Elihu Root, appelle à une pièce de 25 cents commémorative marquant un siècle de paix, ainsi que l'ouverture du canal de Panama en août 1914. Deux projets de loi sont introduits pour commémorer et bénéficier de l'Exposition Panama-Pacific ; le projet de loi H.R. 16902 est introduit par le député californien Julius Kahn (en) le 3 juin 1914. Le projet de loi du Sénat (S.) 6309 est introduit dans cette chambre par le sénateur du New Jersey James E. Martine (en) le 6 juillet. Ce projet de loi propose deux pièces de 50 dollars (une ronde, une octogonale), un quarter eagle en or, un dollar en or et un demi-dollar. Les pièces octogonales sont destinées à rappeler les pièces de 50 dollars non officielles frappées pendant la ruée vers l'or.
Le projet de loi de Martine est adopté par le Sénat le 3 août, après avoir été approuvé par le Comité des Expositions Industrielles, auquel il a été renvoyé. La seule objection est procédurale, de la part de Reed Smoot, sénateur de l'Utah : que le projet de loi devrait être plutôt renvoyé et approuvé par le Comité du Sénat sur la Banque et la Monnaie, ou son Comité des Finances. Ni Smoot ni aucun autre sénateur ne s'oppose au projet de loi lui-même, que Martine indique avoir le soutien du secrétaire au Trésor William G. McAdoo. S. 6309 est envoyé le lendemain à la Chambre des Représentants, où il est envoyé au Comité des Monnaies, Poids et Mesures. Il sort de ce comité le 1er septembre 1914, avec plusieurs amendements, dont l'un augmente la frappe autorisée combinée des deux pièces de 50 dollars de 2 000 à 3 000 exemplaires. Le projet de loi est brièvement examiné par la Chambre des Représentants le 4 janvier 1915 et adopté après que Kahn propose avec succès un amendement mineur pour supprimer le signe dollar de la phrase « pièces d'argent de la dénomination de $50 cents chacune »,. Le Sénat approuve les amendements de la Chambre deux jours plus tard, adoptant le projet de loi sans question, changement ou opposition, et le président Woodrow Wilson le signe le 16 janvier.

## Préparation
Une fois que le projet de loi de Kahn est introduit à la Chambre, le directeur de la Monnaie, George E. Roberts, commence à prendre des dispositions informelles pour se préparer à l'émission commémorative. Le projet de loi appelle à quatre designs différents (les deux pièces de 50 dollars diffèrent principalement par leur forme), ainsi qu'une médaille commémorative à vendre aux visiteurs de l'exposition et une médaille d'attribution à remettre aux exposants lauréats. Toutes ces pièces doivent être frappées par la Monnaie, et Roberts demande à la Commission des Beaux-Arts de recommander des artistes. Parmi ceux recommandés figurent Adolph A. Weinman (qui concevrait le dime Mercury (en) et le demi-dollar Walking Liberty en 1916) et Bela Pratt (en) (créateur des pièces d'or Indian Head (en) de 1908). D'autres sculpteurs recommandés sont Evelyn Beatrice Longman, Robert I. Aitken, Charles Keck et Paul Manship.
Roberts écrit à plusieurs des sculpteurs, et Aitken se montre intéressé par la création des pièces de 50 dollars. Les négociations préliminaires du directeur de la Monnaie avec Aitken pour les grandes pièces d'or et avec James Earle Fraser, le concepteur du nickel Buffalo, pour la médaille d'attribution, prennent fin lorsque Roberts démissionne en novembre pour prendre un poste bancaire ; McAdoo nomme le Dr Frederic Dewey directeur par intérim de la Monnaie. Dewey et McAdoo n'agissent guère concernant les pièces Panama–Pacific jusqu'à ce que le Congrès commence à adopter la législation les autorisant en janvier 1915. Une fois qu'elle est adoptée par les deux chambres et en attente de la signature du président Wilson, Dewey organise une réunion à New York avec Aitken, Keck, Longman et Manship. La loi d'autorisation exige que la Monnaie commence à livrer les pièces à la date d'ouverture de l'exposition, le 20 février 1915, et bien que cela se avère difficile, la Monnaie agit rapidement. McAdoo approuve le choix de Aitken pour les pièces de 50 dollars, Longman pour celle de 2,50 dollars, Keck pour le dollar et Manship pour le demi-dollar le 21 janvier. Les quatre artistes sont déjà au travail, et Aitken répond à la notification de son embauche en soumettant des designs, similaires aux pièces finalement émises.
Au 29 janvier, les quatre artistes ont soumis des moulages en bronze de leurs propositions. Dewey les transmet à McAdoo, qui sollicite des conseils de la Commission des Beaux-Arts, qui les apprécie, de son secrétaire adjoint, William Malburn, qui ne les apprécie pas, et du graveur en chef Charles E. Barber et d'autres à la Monnaie de Philadelphie, qui offrent des suggestions. McAdoo demande à la Monnaie de préparer des designs alternatifs pour toutes les pièces, et Barber le fait, en commençant par le demi-dollar. Des rejets des quatre artistes externes sont envoyés le 5 février sous la signature de McAdoo. Les raisons en sont incertaines, car les rejets sont succincts. Anthony Swiatek et Walter Breen, dans leur ouvrage sur les pièces commémoratives, affirment que l'opposition de Malburn est décisive.
Les quatre artistes externes protestent tous. Les objections de Manship n'aboutissent pas ; McAdoo sélectionne le design soumis par Barber pour le demi-dollar. Longman demande une explication, soumet de nouveaux designs et vient à Washington pour discuter de la question. Selon une lettre envoyée plusieurs mois plus tard par Dewey, elle tombe malade là-bas et ne peut pas participer davantage ; l'historien numismatique Roger Burdette trouve l'explication étrange et suggère qu'il pourrait y avoir eu une autre raison. Barber est également choisi pour concevoir le quarter eagle. Atiken et Keck protestent tous deux auprès de la Commission des Beaux-Arts et de McAdoo ; Keck soumet également des designs supplémentaires. Les deux hommes rencontrent McAdoo, Malburn et Dewey à Washington, et acceptent des modifications à leurs dessins proposés. Une fois cela fait, les pièces de 50 et 1 dollar sont approuvées le 6 mars 1915. Le demi-dollar est approuvé deux jours plus tard. Barber soumet ses dessins pour la pièce de 2,50 dollars le 16 mars. Ils sont accueillis avec enthousiasme au Département du Trésor et sont approuvés.

## Dessins

### Demi-dollar etquarter eagleBarber

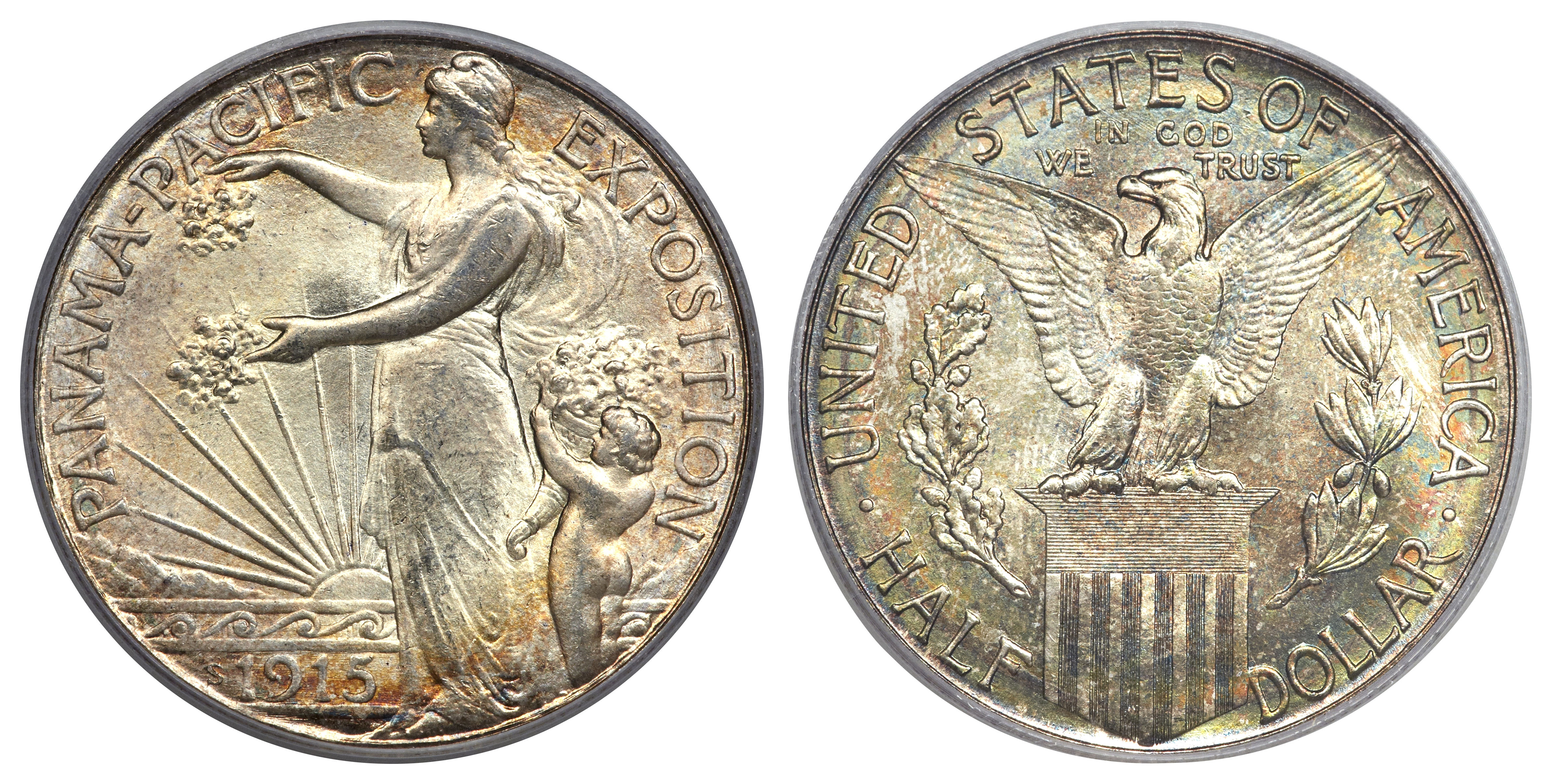
Le demi-dollar Panama-Pacific

Dans quelle mesure il convient de créditer l'assistant graveur de la Monnaie, plus tard graveur en chef), George T. Morgan pour son travail sur le demi-dollar et la pièce de 2,5 dollars est incertain ; les responsables et employés de la Monnaie ne sont pas cohérents sur ce point. La directrice adjointe Mary M. O'Reilly déclare en 1936 que les archives du bureau indiquent que Charles E. Barber est le concepteur. Plus tard la même année, elle transmet une déclaration d'un employé non nommé de la Monnaie de Philadelphie indiquant que, de par la nature même de l'association de longue date entre Barber et Morgan — Morgan est l'assistant de Barber pendant 37 ans, les deux graveurs auraient fréquemment collaboré, et que la technique de Morgan est « très évidente des deux côtés des deux pièces ». L'employé conclut qu'« aucune erreur ne pourrait être commise, à mon avis, en créditant les deux hommes de l'exécution de ces deux pièces. Je suis certain que c'est correct ». Q. David Bowers, dans son livre sur les pièces commémoratives, mentionne le différend, crédite Barber pour les avers des deux pièces et donne crédit aux deux hommes pour le revers du demi-dollar. Il affirme que Morgan crée le revers du quarter eagle.
L'avers du demi-dollar représente la Liberté, qui disperse des fruits et des fleurs d'une corne d'abondance tenue par un petit enfant nu. Derrière eux, le soleil se couche au-delà du Golden Gate de San Francisco, encore non orné de son pont. Tom La Marre, dans son article de 1987 sur la question Panama–Pacific, souligne que les mineurs considèrent le Golden Gate comme un signe de bonne chance et suggère qu'il aurait peut-être été préférable de le représenter sur une pièce d'or. La corne d'abondance, selon Roger W. Burdette, démontre les avancées dans le commerce apportées par le canal, bien que le rapport de 1915 du Directeur de la Monnaie indique qu'elle « signifie les ressources illimitées de l'Ouest ». L'avers est basé sur le travail antérieur de Barber, en particulier ses médailles pour la commission annuelle d'analyse. Une représentation de vagues se trouve entre le soleil et la date, symbolisant les thèmes maritimes de l'exposition. Le différent de San Francisco, « S », est à gauche de la date. Le revers représente un aigle au sommet d'un bouclier de l'Union, flanqué de branches d'olivier, symbolisant la paix, quelque chose qu'Anthony Swiatek et Walter Breen trouvent ironique compte tenu de l'émission de la pièce pendant la Première Guerre mondiale, et de chêne, ce dernier choix étant inexplicable selon eux. Le rapport de 1915 du directeur de la Monnaie qualifie la branche de chêne d'« emblème de force ». Burdette note que le dessin original de Barber flanque le bouclier de deux dauphins, représentant les deux océans reliés par le canal, au lieu des branches, et spécule : « McAdoo n'a peut-être pas compris l'allégorie, ne l'a pas appréciée, ou n'aimait tout simplement pas les mammifères aquatiques sur les pièces ». William G. McAdoo peut également être lassé des dauphins, car le dollar et les pièces de 50 dollars octogonales les portent — ceux du demi-dollar sont retirés et remplacés par les branches.
L'historien de l'art Cornelius Vermeule considère l'avers du demi-dollar comme « un point intermédiaire entre les designs des pièces d'argent françaises du début du nouveau siècle et le demi dollar Walking Liberty d'Adolph A. Weinman ». La pièce de cinquante cents porte la devise IN GOD WE TRUST, tout comme les pièces de 50 dollars, les premières pièces commémoratives à l'afficher. Cette devise est utilisée pour la première fois sur les pièces de monnaie américaines en 1864. Au XIXe siècle, il n'est pas obligatoire d'utiliser la devise, mais elle figure néanmoins sur la plupart des pièces de monnaie américaines au tournant du XXe siècle. En 1907 et 1908, de nombreuses objections sont formulées contre l'omission de la devise sur les pièces d'or de dix dollars et vingt dollars conçues par Augustus Saint-Gaudens. En réponse aux protestations publiques, le Congrès adopte en 1908 une législation exigeant sa présence sur toute pièce en circulation qui l'a portée auparavant, comme c'est le cas pour les deux pièces d'or jusqu'en 1907. La formulation sur les pièces Panama–Pacific est laissée à la discrétion du secrétaire au Trésor, mais les responsables se souviennent peut-être de la controverse. Swiatek et Breen suggèrent que ceux qui participent à la création ou à l'approbation du dessin agissent peut-être pour éviter une controverse.

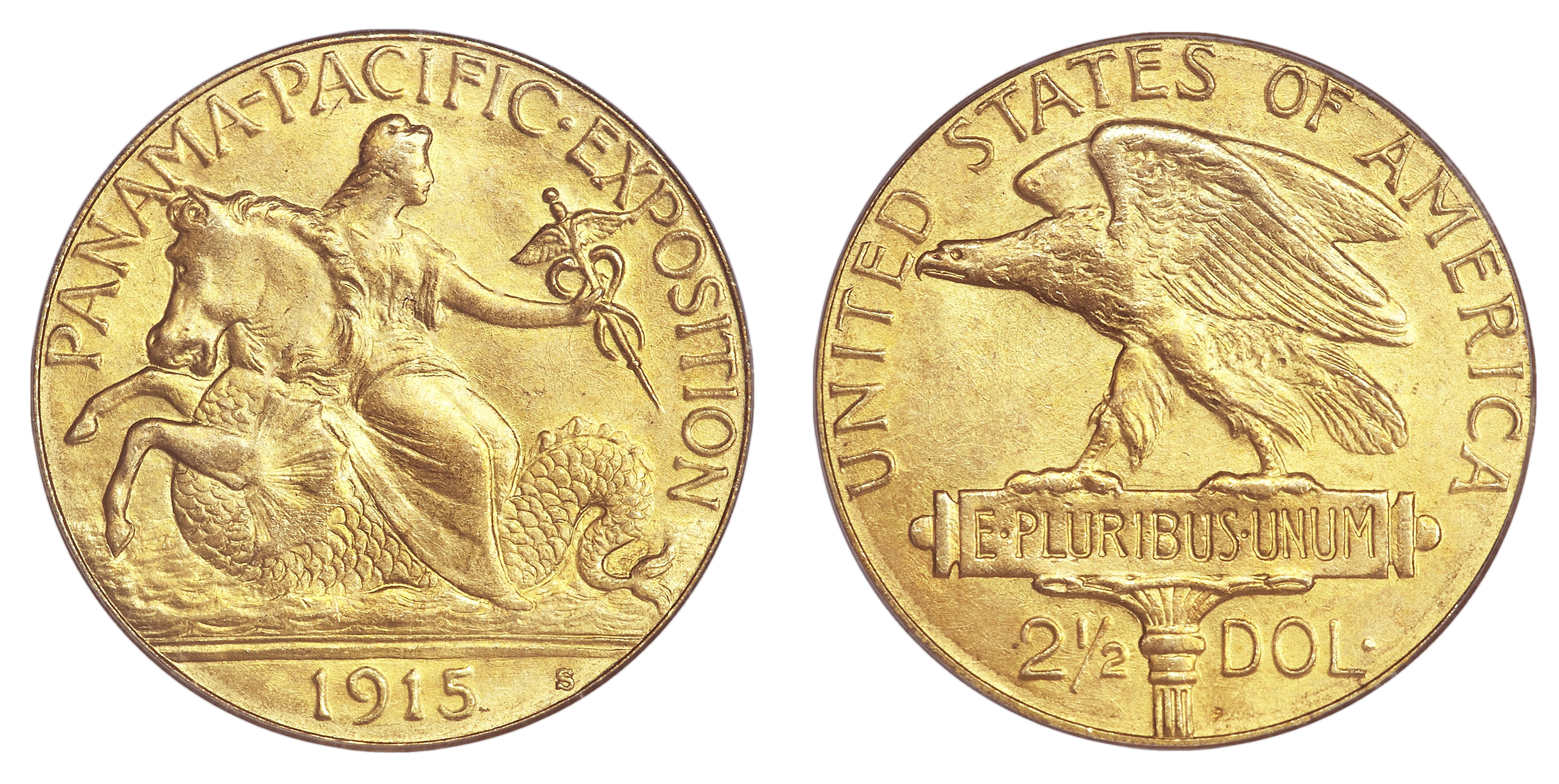
La pièce de 2,50 dollars de l'exposition universelle de 1915.

Le quarter eagle de Barber, le premier de cette dénomination émis comme pièce commémorative, représente, selon le rapport du directeur de la Monnaie, « Columbia, représentant les États-Unis, assise [sur] le cheval marin mythique [un hippocampe], naviguant à travers les eaux du canal, tenant le caducée, l'emblème du commerce, invitant les nations du monde à utiliser la nouvelle voie d'un océan à l'autre ». Le revers comprend un aigle américain, reposant sur un étendard qui porte la devise E PLURIBUS UNUM. Le différent se trouve sur l'avers, à droite de la date. Swiatek et Breen suggèrent que le caducée — dans son utilisation moderne, un symbole de la médecine — est pour « représenter les percées médicales de la campagne réussie du colonel William C. Gorgas » pour contrôler le paludisme et la fièvre jaune sur le site du canal. Ils écrivent que sur le revers, l'aigle « défiant » fait probablement allusion à la nécessité de maintenir le canal ouvert pendant la Première Guerre mondiale ; l'ensemble de la composition est censé suggérer un étendard de légion romaine.
Pour l'avers de la pièce de deux dollars et demi, Vermeule estime qu'il est dérivé de pièces de monnaie de la Grèce antique représentant une « Néréide, peut-être Thétis, qui porte le bouclier d'Achille à califourchon sur un hippocampe ». Il suggère que l'avers de la pièce « pourrait être la réponse de Barber aux demandes de Theodore Roosevelt et Augustus Saint-Gaudens pour des pièces modernes à la manière grecque ». Le revers du demi-dollar, ainsi que celui du quarter eagle, « sont des symphonies classiques de vieux designs, des motifs qui remontent aux aigles et boucliers de James Barton Longacre et William Barber révisés sous une forme moderne ».

### Pièces de1 et 50 dollars
L'avers du dollar conçu par Charles Keck est l'un des designs alternatifs soumis à William G. McAdoo, représentant la tête nue d'un ouvrier de la construction du canal de Panama — le concept original de Keck met en vedette Poséidon, dieu de la mer dans la mythologie grecque. L'ouvrier, symbolisant le travail nécessaire pour construire le canal, est parfois pris à tort pour un joueur de baseball. Le revers de Keck contient les mots EXPOSITION PANAMA–PACIFIC, SAN FRANCISCO, la valeur nominale de la pièce, ONE DOLLAR et deux dauphins, symbolisant la jonction des océans Atlantique et Pacifique par le canal. Le différent se trouve sous les lettres D et O dans dollar.
Cornelius Vermeule qualifie le dollar de Keck d'« utilisation novatrice et audacieuse de la zone limitée offerte par une pièce aussi petite et fine. Comparée aux premiers dollars en or, la pièce est une œuvre d'art ». Le numismate Arlie Slabaugh, dans son ouvrage sur les pièces commémoratives, note que le dollar Panama–Pacific « présente un design américain audacieux, complètement différent des styles classiques utilisés sur les autres dénominations ».
Robert Ingersoll Aitken explique son dessin pour les pièces de 50 dollars :

« Afin d'exprimer dans mon dessin le fait que cette pièce est frappée pour commémorer l'Exposition Panama–Pacific, et comme l'exposition représente tout ce que la sagesse et l'industrie ont produit, j'ai utilisé comme motif central de l'avers la tête de la déesse vierge Minerve. Elle est la déesse de la sagesse, de la compétence, de la contemplation... De plus, elle figure en bonne place sur le sceau de l'État de Californie... l'utilisation des dauphins sur la pièce octogonale ajoute beaucoup à son charme, tout en exprimant la voie d'eau ininterrompue rendue possible par le canal. Sur le revers, j'utilise le hibou, l'oiseau sacré de Minerve, également le symbole de la sagesse... Avec ces symboles simples, tous pleins de beauté en eux-mêmes, je pense avoir exprimé le sens plus large de l'exposition, son appel à l'intellect. »

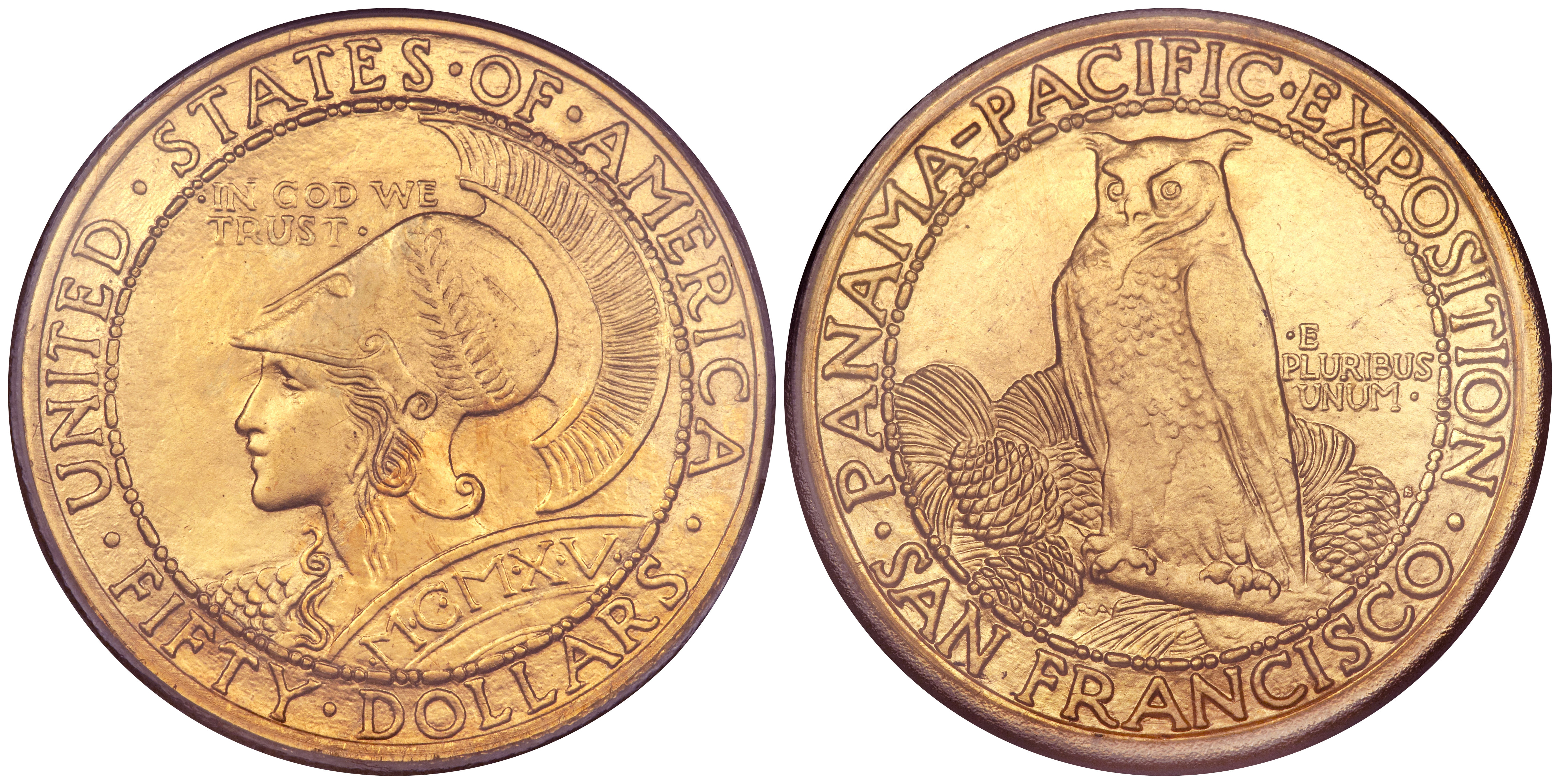
La pièce de 50 dollars ronde de Robert Ingersoll Aitken.

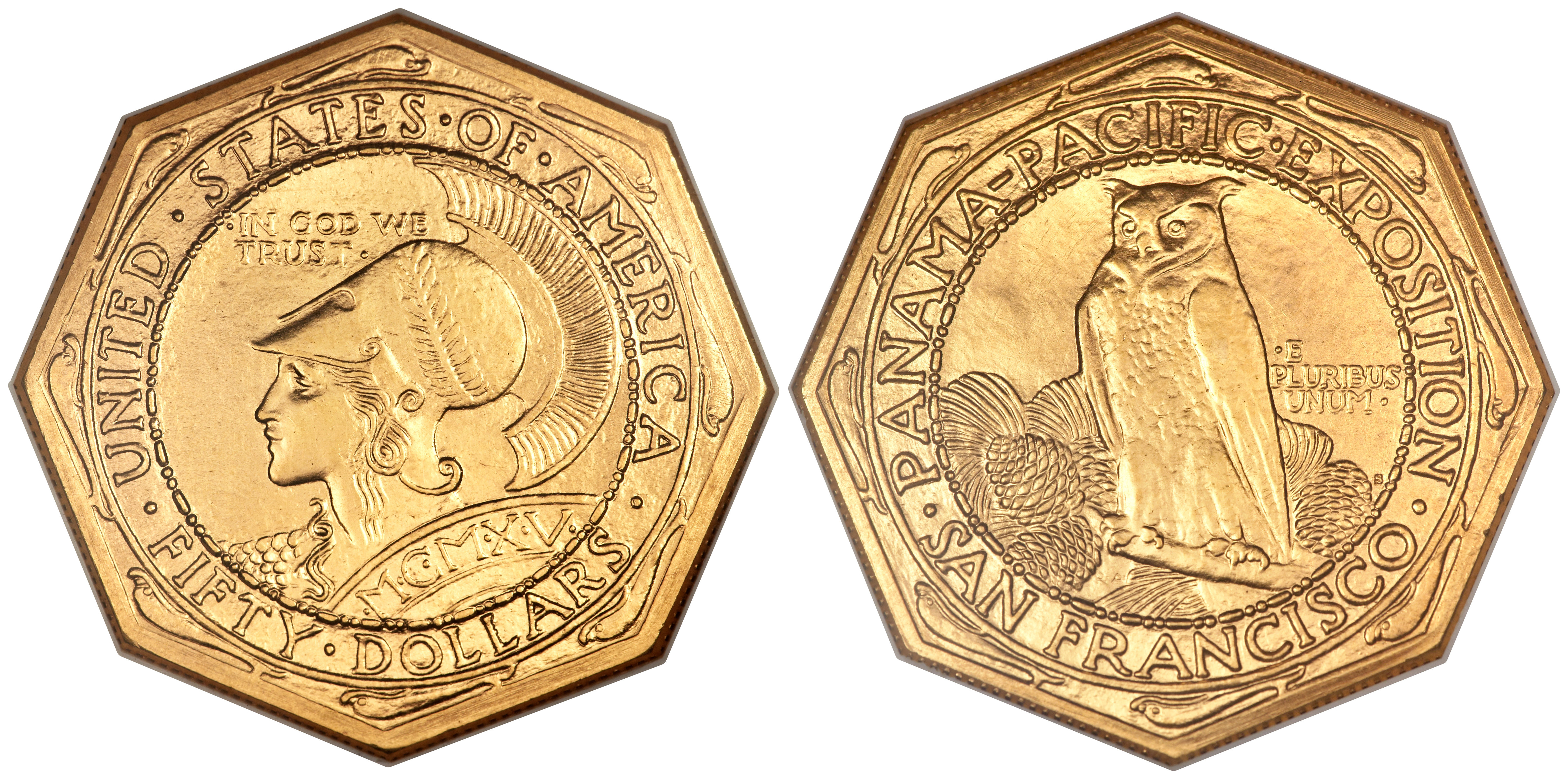
La pièce de 50 dollars octogonale de Robert Ingersoll Aitken.

La déesse porte un casque crêté, comme son équivalent grec, Pallas Athéna, qui est communément représentée sur les anciennes pièces de monnaie ; il est repoussé pour signifier ses intentions pacifiques. Elle porte une cotte de mailles, que Swiatek et Breen trouvent être une anachronisme étrange. Elle porte sur son bouclier les chiffres romains MCMXV pour l'année 1915, la deuxième utilisation de chiffres romains sur les pièces de monnaie américaines après le double eagle Saint-Gaudens de 1907. Bien qu'Aitken mette initialement la date comme en chiffres arabes dans ses croquis originaux, il change rapidement d'avis, « comme ces dessins ne vont pas être utilisés dans une autre année, il n'y aura pas besoin de changer l'année comme nous devons le faire sur d'autres pièces ».
Kevin Flynn, dans son livre sur les pièces commémoratives, décrit la branche sur laquelle le hibou se perche comme celle d'un pin ponderosa ; plusieurs cônes sont visibles. Le design de la pièce octogonale est plus petit que celui de la ronde, pour laisser de l'espace pour la bordure mettant en vedette les dauphins. Le différent est sur le revers, à côté du cône de pin le plus à droite et directement au-dessus de la lettre O de San Francisco.
Le dessin du billet de 50 dollars est critiqué à l'époque ; certains suggèrent que la présence des dauphins sur la pièce octogonale implique que le canal est construit pour la commodité des cétacés. Une colonne de 1916 dans l'American Journal of Numismatics conclue que « la critique souvent entendue selon laquelle il n'y a rien d'américain sur la pièce sauf l'inscription est tout à fait justifiée ». Swiatek et Breen rejettent les critiques comme « nombreuses et principalement sans pertinence, basées sur une lecture totale erronée de l'iconographie. McAdoo commence cela avec des affirmations stupides selon lesquelles Pallas Athéna ne signifie rien sur une pièce américaine à moins qu'elle ne puisse être identifiée à Liberty, et que le hibou d'Athéna ne signifierait jamais rien pour nous tous ». Vermeule considère les pièces de 50 dollars comme « un tour de force, daté certes, mais assez inhabituel à tous égards pour être digne de ce que l'art numismatique américain pouvait réaliser ». La graveuse en chef ultérieure Elizabeth Jones estime que ces pièces sont « stylistiquement en phase avec l'époque [et ont] des mérites artistiques considérables ». Jeff Garrett et Ron Guth, dans leur livre sur les pièces d'or américaines, considèrent les pièces de 50 dollars Panama–Pacific comme « l'une des émissions les plus éblouissantes jamais produites par le gouvernement américain ».

## Production et distribution

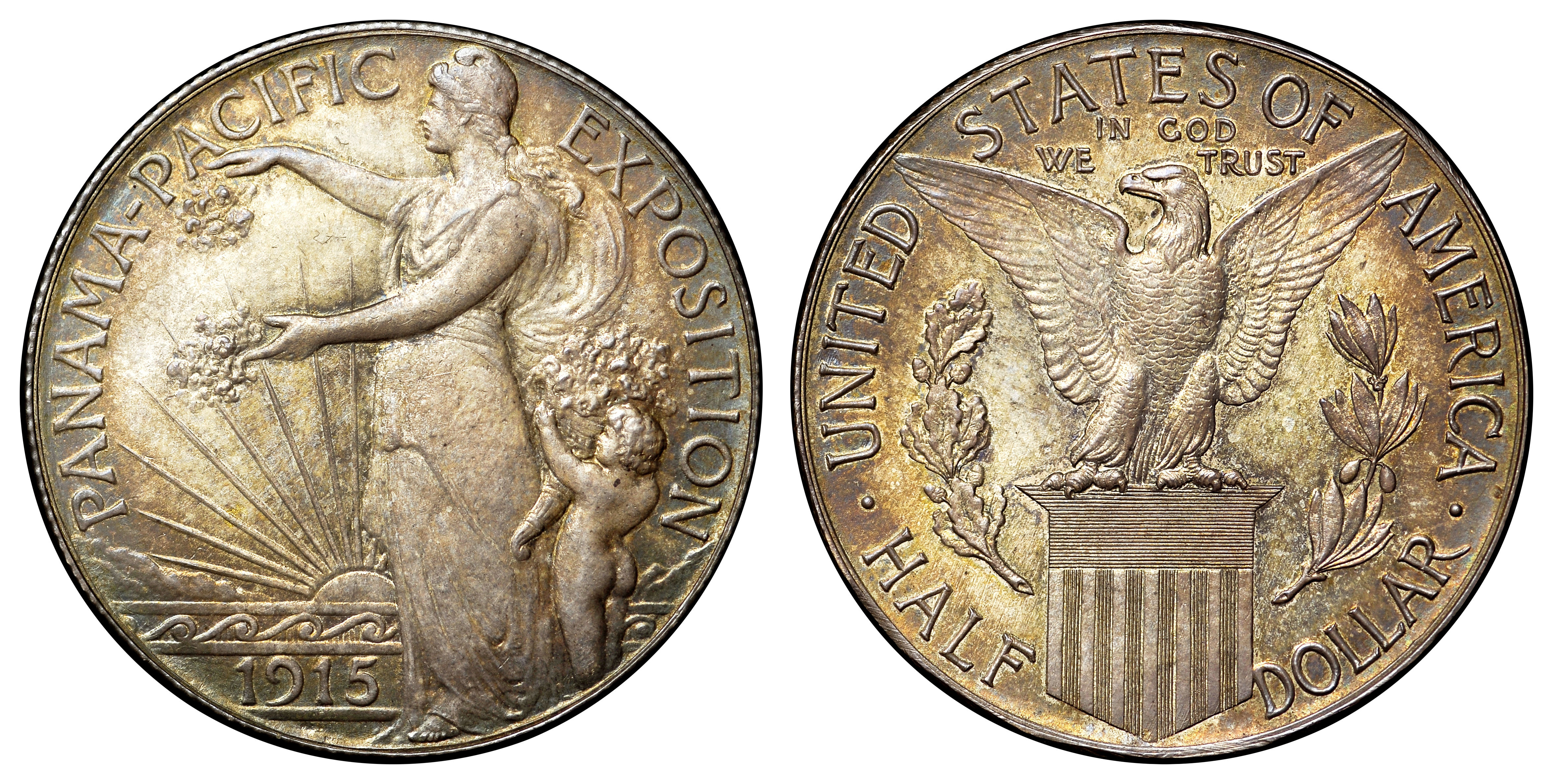
Version d'essai du demi-dollar, sans le différent « S ».

Une fois les dessins approuvés, les artistes préparent des moules en bronze à envoyer à la Medallic Art Company de New York. Là-bas, des poinçons sont créés, que la Monnaie pourrait utiliser pour produire des matrices de frappe, car la société peut le faire plus rapidement que la Monnaie elle-même. Les pièces Panama–Pacific sont les premières pièces américaines connues pour avoir été produites à partir de poinçons fournis par une entreprise privée. La Medallic Art Company prépare des poinçons pour le nickel Buffalo de 1913, mais on ne sait pas s'ils sont utilisés. Les poinçons Panama–Pacific sont envoyés à la Monnaie de Philadelphie, où le département de la gravure, dirigé par Charles E. Barber, produit les matrices nécessaires. Bien que la loi autorisatrice exige que les pièces soient frappées à San Francisco, toutes les matrices de frappe de l'époque sont produites par Barber et ses assistants à Philadelphie.
En avril, Robert W. Woolley est nommé directeur de la Monnaie, et il approuve les échantillons du dollar en or, le premier à être terminé, le 22 avril. Il se rend ensuite à San Francisco et est là lorsque les matrices pour le dollar arrivent. Lorsque le monnayeur de San Francisco les examine, elles s'avèrent dépourvues du différent « S », habituel sur les pièces produites là-bas. Woolley n'est pas sûr si cela est intentionnel et télégraphie à Adam M. Joyce, le surintendant de la Monnaie de Philadelphie. Après avoir appris que c'est intentionnel — Joyce estime que comme l'ensemble de l'émission de cette première pièce commémorative frappée en dehors de Philadelphie serait produite à San Francisco, il n'est pas nécessaire d'utiliser un différent — Woolley ordonne que les matrices à San Francisco et en transit soient retournées à Philadelphie, et de nouvelles soient produites avec le différent. Il pense que les gens supposeraient que les pièces sont frappées à Philadelphie, qui n'utilise alors pas de poinçon. Roger Burdette note que la Monnaie de San Francisco est une source de fierté locale et l'omission du différent aurait probablement entraîné une protestation généralisée, et peut-être deux variétés de chacune des nouvelles pièces : avec et sans la marque d'atelier. De nouvelles matrices pour le dollar sont envoyées de Philadelphie le 3 mai, et pour le demi-dollar le lendemain. Les matrices pour les pièces de 50 $ suivent le 14 mai, et pour le quarter eagle le 27 mai.
Composées de 2,4286 onces troy d'or et mesurant 44,9 mm de diamètre pour la version octogonale et 43 mm pour la version ronde, les pièces de 50 $ sont les plus grandes et les plus lourdes pièces américaines émises jusqu'à ce qu'elles soient dépassées en 2010 par les pièces en argent de la série America the Beautiful,. La pièce octogonale est la seule pièce américaine qui n'est pas ronde. Les installations de la Monnaie de San Francisco sont inadéquates pour frapper des pièces aussi grandes, et une presse hydraulique à médailles est expédiée de Philadelphie. Elle est utilisée lors d'une cérémonie à cette monnaie le 15 juin 1915 pour la première frappe des pièces octogonales ; la première par le surintendant de la Monnaie de San Francisco, T. W. H. Shanahan, pour présentation au président de l'exposition, Charles C. Moore. Les neuf suivantes sont frappées par d'autres dignitaires, y compris le député Julius Kahn (en). Toute autre personne présente peut ensuite frapper sa propre pièce au prix de 100 $ par pièce, et au moins trois personnes, dont la femme de Frederic Dewey et le maître de poste local, le font.
La Panama–Pacific Exposition Company embauche Farran Zerbe pour vendre les nouvelles pièces à la foire. Malgré les dispositions de la loi exigeant une livraison de pièces avant l'ouverture de la foire, les seuls produits gouvernementaux que Zerbe a initialement à vendre à son exposition Money of the World sont une médaille souvenir, conçue par Aitken et frappée par une presse fonctionnant à l'exposition de la Monnaie, et des impressions produites par le bureau de la gravure et de l'impression, également sur place. Les ventes de la médaille sont lentes, et Zerbe n'a des pièces à vendre que peu après le 8 mai 1915, lorsque les matrices pour le demi-dollar et le dollar sont reçues. Il trouve les pièces difficiles à vendre ; de nombreux acheteurs potentiels, confrontés à une pléthore de médailles, de reproductions de pièces en or de l'époque de la ruée vers l'or et d'autres marchandises de divers vendeurs, ne croient pas que ses pièces sont des produits officiels du gouvernement. Les responsables du Trésor acceptent de lui permettre un espace pour un vendeur à l'exposition de la Monnaie, et les deux plus petites dénominations y sont vendues, avec des commandes prises pour les pièces de 50 $. Cependant, Zerbe arrête rapidement de vendre le dollar en or là-bas, et le reste de la durée de la foire est marqué par des conflits entre lui et les représentants du Trésor. L'allocation légale complète pour chaque dénomination est frappée, mais bien que Zerbe continue à vendre des pièces par correspondance après la fermeture de la foire le 4 décembre 1915, les ventes chutent en 1916. Zerbe continue à vendre des pièces au nom de l'exposition jusqu'à au moins novembre 1916, et à un moment donné, il vend une quantité inconnue à lui-même pour satisfaire les besoins futurs de son commerce de pièces. Le reste est fondu par le Trésor.
La Monnaie frappe 1 500 exemplaires de chacune des deux pièces de 50 $, plus neuf supplémentaires de l'octogonale et dix de la ronde, à envoyer à Philadelphie pour attendre la réunion annuelle de la commission d'analyse de 1916, lorsqu'elles seraient disponibles pour inspection et test. Zerbe a organisé des boîtes et des étuis d'exposition spéciaux. Un ensemble des quatre dénominations, avec le choix de l'acheteur entre la ronde ou l'octogonale pour les 50 $ coûte 100 $ ; un ensemble de cinq coûte 200 $. Des cadres d'exposition en cuivre contenant deux de chaque pièce coûtent, selon Slabaugh, 400 $, mais Swiatek, dans son livre de 2011 sur les pièces commémoratives, indique que ces ensembles sont peut-être donnés à des dignitaires, car aucun reçu de vente les concernant n'est connu. Un ensemble des trois plus petites dénominations se vend 7 $, le demi-dollar à 1 $, le dollar en or à 2 $ ou 2,25 $, et le quarter eagle à 4 $.

## Collection et frappes
Plus de pièces de 50 $ octogonales ont été vendues que de rondes, car les premières se sont avérées plus populaires en raison de l'association avec la ruée vers l'or, et parce que les gens aiment les dauphins. Comme la moitié des 3 000 frappes autorisées est de chaque variété, cela signifie que plus de pièces rondes seraient fondues, laissant la pièce ronde de 50 $ avec la plus faible distribution de toute pièce commémorative américaine, environ 483 — la deuxième étant l'octogonale avec environ 645, bien que les sources varient sur les nombres exacts distribués,. Le demi-dollar et le dollar sont connus pour avoir été frappés dans différents métaux ; des pièces que l'on croit avoir été frappées pour créer des raretés.
Les pièces de 50 $ sont restées les pièces de la plus haute dénomination des États-Unis pendant de nombreuses années. En 1986, la Monnaie commence à produire l'American Gold Eagle, également avec une valeur nominale de 50 $. Le record est dépassé avec l'American Platinum Eagle (en) d'une valeur nominale de 100 $, en 1997.
Le livre A Guide Book of United States Coins de R.S. Yeoman, publié en 2018, liste le demi-dollar Panama–Pacific entre 375 et 2 500 $, selon l'état. Le dollar est listé entre 525 et 1 775 $ et la pièce de 2,50 dollars entre 1 550 et 6 000 $. La pièce ronde de 50 $ est listée entre environ 55 000 et 240 000 $, et l'octogonale entre 55 000 et 245 000 $, selon l'état.
| Dénomination  | Frappes | Pièces pour analyse | Fontes | Ventes |
| ------------- | ------- | ------------------- | ------ | ------ |
| Demi-dollar   | 60,000  | 0–30                | 32,866 | 27,134 |
| Dollar        | 25,000  | 34                  | 10,000 | 15,000 |
| Quarter eagle | 10,000  | 17                  | 3,251  | 6,749  |
| $50 octagonal | 1,500   | 9                   | 855    | 645    |
| $50 rond      | 1,500   | 10                  | 1,017  | 483    |